# 德語地理分佈

德语使用者（黄色）主要集中在中欧的德国、奥地利和瑞士德语区。

此條目介紹德語的地理分佈，亦即德語圈（德語：Deutscher Sprachraum），或德語世界。以德語為母語的國家為德國、奧地利、以及瑞士德語區；而除了德語發源地歐洲以外，各大洲亦有說德語的少數族裔。     
對於德語的人口統計，一定程度上在乎於對德語定義，例如低地德語被認爲是獨立語言或者是德語的方言。但一般而言，估計全球有德語母語人口9000萬至9500萬人，另外1000萬至2500萬以德語爲第二語言，7500萬至1億人以德語爲外語。加上所有類型的德語使用者，全球大概有德語人口1.75億至2.2億人。

## 數據

### 母語人口
| 國家       | 使用人口   | 百分比 | 年份 |
| ---------- | ---------- | ------ | ---- |
|            | 79,353     | 0.4%   | 2016 |
| 奥地利     | 7,115,780  | 88.6%  | 2001 |
|            | 9,364      | 2.7%   | 2010 |
| 比利时     | 76,920     | 0.7%   | 2017 |
| 加拿大     | 271,865    | 0.7%   | 2016 |
|            | 2,986      | 0.07%  | 2011 |
| 賽普勒斯   | 1,294      | 0.1%   | 2011 |
| 捷克       | 41,967     | 0.4%   | 2011 |
| 爱沙尼亚   | 522        | 0.04%  | 2011 |
| 芬兰       | 6,317      | 0.11%  | 2018 |
| 法國       | 748,000    | 1.2%   | 2012 |
| 德国       | 69,701,200 | 85.2%  | 2010 |
| 匈牙利     | 38,248     | 0.4%   | 2011 |
|            | 30,413     | 0.2%   | 2009 |
|            | 7,063      | 0.1%   | 1999 |
| 拉脫維亞   | 203        | 0.01%  | 2000 |
| 列支敦斯登 | 34,438     | 91.5%  | 2015 |
| 立陶宛     | 528        | 0.01%  | 2011 |
| 盧森堡     | 14,658     | 3.1%   | 2011 |
| 蒙特內哥羅 | 129        | 0.02%  | 2011 |
| 纳米比亚   | 11,154     | 0.5%   | 2011 |
| 新西兰     | 42,302     | 0.9%   | 2018 |
| 巴拉圭     | 48,812     | 0.7%   | 2012 |
| 波蘭       | 63,622     | 0.1%   | 2011 |
| 羅馬尼亞   | 26,557     | 0.1%   | 2011 |
| 俄羅斯     | 44,757     | 0.03%  | 2010 |
| 塞爾維亞   | 2,190      | 0.03%  | 2011 |
| 斯洛伐克   | 5,186      | 0.09%  | 2011 |
| 斯洛維尼亞 | 1,628      | 0.08%  | 2002 |
| 南非       | 30,034     | 0.07%  | 1996 |
| 西班牙     | 192,691    | 0.4%   | 2016 |
| 瑞典       | 72,000     | 0.73%  | 2016 |
| 瑞士       | 5,161,647  | 62.8%  | 2016 |
| 美国       | 964,441    | 0.3%   | 2016 |
| 乌克兰     | 4,206      | 0.01%  | 2001 |

#### 屬地
| 領土                    | 所屬國家 | 母語人口 | 百分比 | 年份 |
| ----------------------- | -------- | -------- | ------ | ---- |
| 新地区                  | 芬兰     | 3,212    | 0.20%  | 2018 |
| 博尔扎诺-上阿迪杰自治省 | 義大利   | 336,887  | 65.3%  | 2014 |

### 所有類型語言使用者（母語+非母語）
| 國家   | 使用人口  | 百分比 | 年份 | 參考資料 |
| ------ | --------- | ------ | ---- | -------- |
| 俄羅斯 | 2,069,949 | 1.4%   | 2010 | [ 30 ]   |

### 《民族語》統計
|          | 標準德語  | 漢斯立語 (巴西德語) | 低地德語 & 門諾低地德語 | 賓夕法尼亞德語 | 胡特利特德语 |
| -------- | --------- | ------------------- | ----------------------- | -------------- | ------------ |
| 阿根廷   | 400,000   | 不適用              | 4,000                   | 不適用         | 不適用       |
|          | 79,000    | 不適用              | 不適用                  | 不適用         | 不適用       |
|          | 不適用    | 不適用              | 9,360                   | 不適用         | 不適用       |
| 玻利维亚 | 160,000   | 不適用              | 60,000                  | 不適用         | 不適用       |
| 巴西     | 1,500,000 | 3,000,000           | 8,000                   | 不適用         | 不適用       |
| 加拿大   | 430,000   | 不適用              | 80,000                  | 15,000         | 23,200       |
| 智利     | 35,000    | 不適用              | 不適用                  | 不適用         | 不適用       |
|          | 不適用    | 不適用              | 2,000                   | 不適用         | 不適用       |
| 以色列   | 200,000   | 不適用              | 不適用                  | 不適用         | 不適用       |
|          | 30,400    | 不適用              | 100,000                 | 不適用         | 不適用       |
| 墨西哥   | 不適用    | 不適用              | 40,000                  | 不適用         | 不適用       |
| 纳米比亚 | 22,500    | 不適用              | 不適用                  | 不適用         | 不適用       |
| 新西兰   | 36,000    | 不適用              | 不適用                  | 不適用         | 不適用       |
| 巴拉圭   | 166,000   | 不適用              | 40,000                  | 不適用         | 不適用       |
| 俄羅斯   | 不適用    | 不適用              | 不適用                  | 不適用         | 不適用       |
| 南非     | 12,000    | 不適用              | 不適用                  | 不適用         | 不適用       |
| 乌拉圭   | 28,000    | 不適用              | 2,000                   | 不適用         | 不適用       |
| 美国     | 1,104,354 | 不適用              | 12,000                  | 118,000        | 10,800       |
| 總數     | 4,597,392 | 3,000,000           | 357,360                 | 133,000        | 34,000       |

## 非洲

### 納米比亞

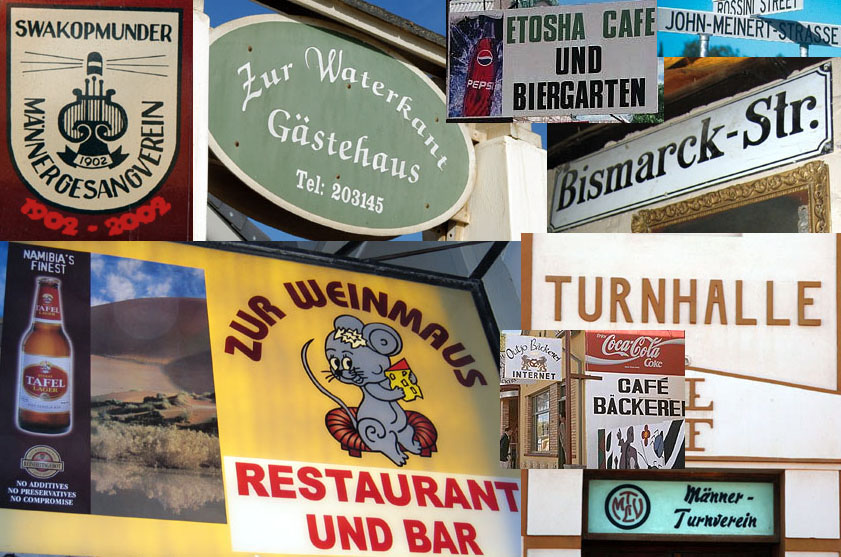
納美比亞的德語街招

納米比亞於1884年至1919年間爲德意志帝國的殖民地，當地多數德裔就是在該段時間移居納米比亞。目前本國有2.5萬至3.5萬的德語人口。1990年該國從南非獨立後，曾經一度以德語、英語和南非荷蘭語同爲官方語言，直到1984年取消德語的官方語言地位。納國政府將德語和南非荷蘭語視爲種族隔離時期的象徵，因此決定使用英語爲唯一官方語言，因爲“該國缺少英語母語人口，故英語更具中立性。”德語、南非荷蘭語及其他數種土著語言則依據法律成爲國語，被認定爲國家的文化遺產，並受政府承認及保護。目前，德語在該國被廣泛使用，包括商業、旅遊業、教會 (路德宗)、教育、文學 (德裔納米比亞作家 Giselher W. Hoffmann)、電臺 (納米比亞廣播公司) 和音樂 (德裔納米比亞說唱樂家 EES)等。德語報紙 Allgemeine Zeitung 是納米比亞乃至非洲的唯一本土非洲日報。

### 南非
南非目前有1.2萬人以德語或者德語變種爲母語。德語人口在南非的分佈比較分散，後來，更多的德語人口在夸祖魯-納塔爾省聚集。現今在瓦特堡附近，聚居着南非最大的德語社區之一，該社區使用一種低地德語的變體。德語在南非已經逐漸走向衰亡，但某些社區依然保留不少的人口，有的甚至還有德語學校。在南非種族隔離時期，德語白人學校中比較常見的外語課。現行南非憲法將德語定義爲“常用語”，並且泛南非語言委員會有義務保護、推廣及尊重德語。

## 澳大利亞
澳大利亞預估有7.56萬德語人口。德裔澳大利人是澳大利亞第四大族裔，人數將近有82萬人。德裔移民在南澳洲及昆士蘭州舉足輕重。巴羅莎德語曾一度在德裔集中的巴羅莎山谷通行。但是由於澳洲政府於兩次世界大戰期間壓制德語，致使德語在該國逐漸被式微。德裔澳洲人今天以英語爲主要語言。

## 歐洲

### 德奧瑞三國
德語母語人口在歐洲的分佈
德語在歐洲多國有官語言或少數族裔語言地位。
德語是9500萬至1億歐洲人的主要語言，佔歐洲人口 13.3%，位居第二（第一爲俄語 1.44億人，第三爲法語 6650萬人，第四爲英語6420萬人）。
歐洲中以德語人口佔多數的國家有德國（95%的人口說德語，即7830萬），奧地利（89%人口說德語，即890萬）以及瑞士（65%人口說德語，即460萬。該三國通常合稱德奧瑞三國。而擁有德語少數族裔的主要國家有列支敦士登（3萬）、意大利的博爾扎諾-上阿迪傑自治省（50萬）以及比利時的德語社群（7萬）。
2004年，各歐洲德語國家每年定期展開非正式會面，參與的國家有德國、奧地利、瑞士和列支敦士登。2014年開始，比利時和盧森堡亦開始參與。
德奧瑞三國的羅馬化簡稱 DACH，來自三國的國家名稱：
- 德國：Deutschland （德語國名）
- 奧地利：Austria（拉丁語、英語國名）
- 瑞士：Confoederatio Helvetica（拉丁語國名）

DACH在德語中的原意為「屋頂」（dach （页面存档备份，存于）），該詞不僅僅可用以指代該三國，更是語言學中一個重要概念，可用以指代標準德語，以和其他無法被定義爲獨立語言的德語方言區分。
DACH 一詞有時亦會被寫成 DACHLi、DACHL或DACH+，用以把列支敦士登亦包含其中。該詞還有另外一個版本DACHS，用以把意大利的博爾扎諾-上阿迪傑自治省包含當中。

### 歐洲其餘部分

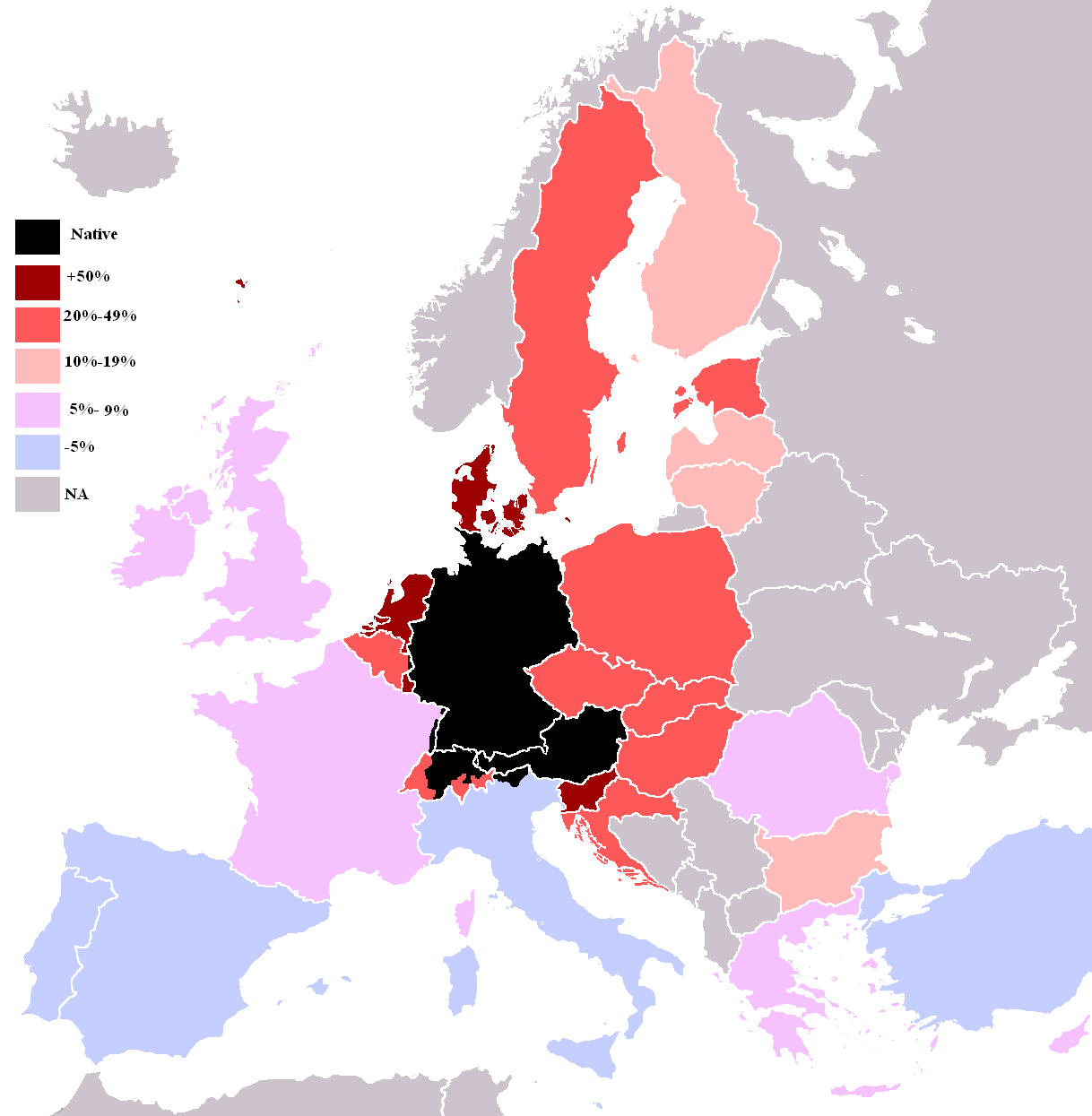
歐盟內宣稱自己擁有德語能力的人口比例
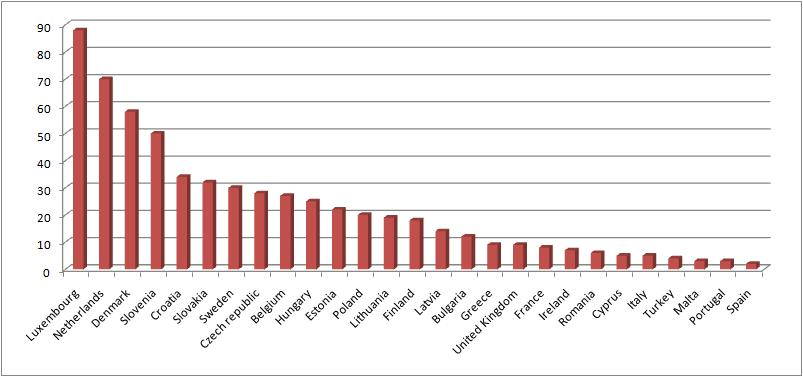
歐洲各國的德語人口排名（土耳其亦被包含）

在歐洲近世時期，德語是中歐、東歐、和漢薩聯盟北歐的通用語。
而今天，德語和法語則是西方世界最重要的第二外語（英語則作爲最重要的第一外語） 。德語及法語是歐盟及俄羅斯除英語外最爲人所知的外語。若論學習人數，德語在歐盟排行第三（在英語和法語之後），在美國亦排行第三（在西班牙語和法語之後）。2015年，全球有1540萬人學習德語，該數字自2005年就維持穩定，上下變化幅度不超過100萬。全球共有7500萬至1億人口能夠以德語對話。根據2012年的調查顯示，歐盟有4700萬人（佔全球德語外語人口的2/3）宣稱擁有一定的德語水準。德語還是中歐和北歐最多人學習的外語，包括捷克、克罗地亚、丹麦、荷蘭、斯洛伐克、斯洛文尼亞、瑞典和波蘭。
哥特學院是負責向德語圈外普及德語的主要機構。德語之聲亦對外國人提供德語課程。

## 拉丁美洲

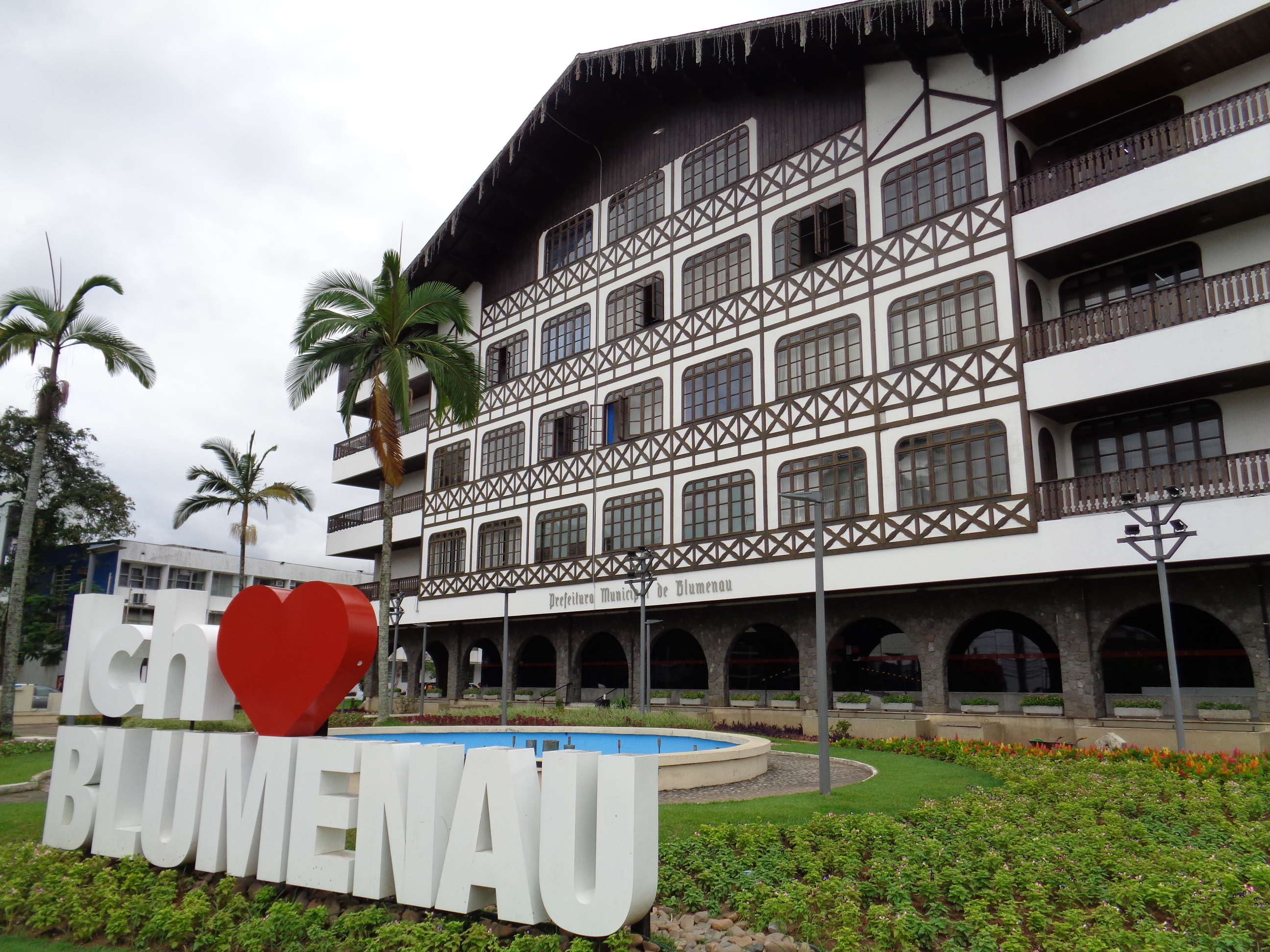
巴西聖卡塔琳娜州布盧梅瑙市政大廈前的德語標誌

拉丁美洲有至少100萬德語人口。幾乎每一個拉丁美洲國家都有德語少數族裔，包括阿根廷、伯利兹、玻利維亞、巴西、智利、哥倫比亞、哥斯達黎加、多明尼加、厄瓜多爾、危地馬拉、墨西哥、尼加拉瓜、巴拉圭、祕魯、烏拉圭、委內瑞拉。18世紀時期僅有少量的德裔移民拉丁美洲。但20世紀上本期開始德裔開始了前往拉丁美洲的移民潮。18世紀共有20萬德裔移民拉美。《海外德裔手冊》(Handbuch des Deutschtums im Ausland) 中記載1906年起，南北美兩洲有1100萬德裔依然會講德語，其中900萬在美國。
大多數德裔選擇巴西，但阿根廷、烏拉圭、智利、巴拉圭、危地馬拉及哥斯達黎加亦頗受歡迎。
1818年起，若昂六世帶來首批德國和瑞士移民，至此之後，德裔就一直穩定地向拉美移民，平均每年可有2500人至3000人。移民人口於第一次世界大戰之後達到頂峯，可達9萬人，之後在1940年代達到5萬左右。在某些年份，移民拉美的德裔可達德裔向外移民總數的30%。在納粹時期，有10萬來自中歐的猶太移民（當中不少是德語人口）逃向美洲，當中90%前往南錐體國家。第二次世界大戰後，生活在歐洲的猶太人總數由戰前佔總數的90%劇降至25%，但生活在美洲的猶太人隨之亦升高至總數的50%。多數生活在拉丁美洲的德裔都面臨着德語退化的問題，但是巴西的德裔除外——當地的德語方言漢斯立語在媒體上和學校中被廣泛運用，巴西南部現今存在20萬左右德語人口。
德語使用的減少，是由於生活在拉美的德裔在二戰後表現出了強烈希望融入當地社會的傾向。該傾向在中歐和東歐亦有體現。二戰時期很多歐洲國家都與納粹德國戰鬥，二戰後當地的德裔成爲了不受歡迎的少數族裔，不少德裔爲自保很多都迅速融入到當地社會。對於很多德裔而言，二戰是其語言發展的轉折點。很多德裔都被迅速同化，尤其是熱圖利奧·瓦加斯治下的巴西。
阿根廷、巴西、智利和巴拉圭的德裔顯示出了不同的人口特徵，這隨之影響到當地德裔對德語的堅持。例如，巴西和阿根廷都是地廣人稀的國家，因此很多新移民都能夠擁有自己的土地。南錐體國家的人口密度普遍比較低（1993年後，巴西爲17人/平方公里，智利爲15人/平方公里，阿根廷和巴拉圭爲10人/平方公里）。很多早期的德裔移民會選擇定居於人煙更加稀少的內陸。19世紀巴西的德裔有58個社區，到今天已經發展成爲250德裔佔多數的城鎮。在這些城鎮，不少人仍會使用德語。

### 阿根廷
阿根廷有50萬德語人口，其中伏爾加德意志人就有32萬，當中由有20萬人同時擁有德國國籍。這使得阿根廷擁有巴西除外，拉美人口最多的德裔。1930年代，阿根廷有70萬德裔。德裔尤其分佈在恩特雷里奧斯省、布宜诺斯艾利斯省（50萬至60萬）、米西奧內斯省，以及傳統定義的潘帕斯草原地區和查科地區。
但是很多阿根廷德裔已經轉用西班牙語。有30萬的德語人口實際爲後期移民，而非本地土生土長。第一代移民通常會繼續使用德語，但是在阿根廷出生的第二代就開始轉用西班牙語。

### 巴西
根據德語之聲，巴西有1200萬德裔。但是德語人口卻在下降，現今只有300萬人以德語爲第一語言。巴西最主要的德語變種是本國南部的漢斯立語。當地的德語經歷了180年與葡萄牙語和威尼斯語的接觸，使之形成了獨特的德語口音，尤其在南大河州。雖然漢斯立語目前在巴西南部依舊有人使用，但該語在近三四十年間經歷急劇的衰退。很多巴西德裔已經轉用葡萄牙語，德語淪爲第二甚至第三語言。但是近年來，巴西政府開始試圖保護德語。巴西其他的德語人口還分佈在巴西的路德宗社區。在這些社區，宗教儀式依舊使用德語。
在波梅羅迪，德語亦被設爲官方語言，而在聖埃斯皮里圖州則被視爲文化遺產。在南大河州，德語是該州文化歷史遺產的組成部分之一。

### 智利
智利有4萬德語人口。該國歷史上曾接受了3萬德裔。但同巴四和阿根廷一樣，很多當地德裔已經被同化而轉講當地語言（西班牙語）。

### 哥倫比亞
哥倫比亞4000萬人口中，僅有5000德語人口。由於豐富的自然資源和宜人的氣候，很多移民到拉美的德裔一開始會落足哥倫比亞。德裔在當地建造了很多工廠。當地的德裔依然會慶祝十月節。

### 哥斯達黎加
哥斯達黎加490萬人口中，僅有8000德語人口。在該國北部生活的2200德裔門諾會教徒仍在使用門諾低地德語或其他低地德語。
哥斯達黎加擁有中美洲和加勒比地區會重要的德語社區。

## 北美洲

### 加拿大
根據2006年的人口普查，加拿大共有62萬德語人口，尤其分佈在英屬哥倫比亞 (近12萬) 和安大略省 (23萬)。安大略省的基秦拿有着大型的德語社群，該市曾經一度曾被命名爲柏林。很多第二次世界大戰後移民當地的德裔依然保留着使用德語的傳統。加拿大超過100萬的德裔使得該國的第三大語言爲德語（在英語和法語之後）。

### 墨西哥
墨西哥同樣擁有大量德裔，該國北部的門諾會教徒的門諾低地德語是當地重要的少數族裔語言，大概有20萬人使用。

### 美國

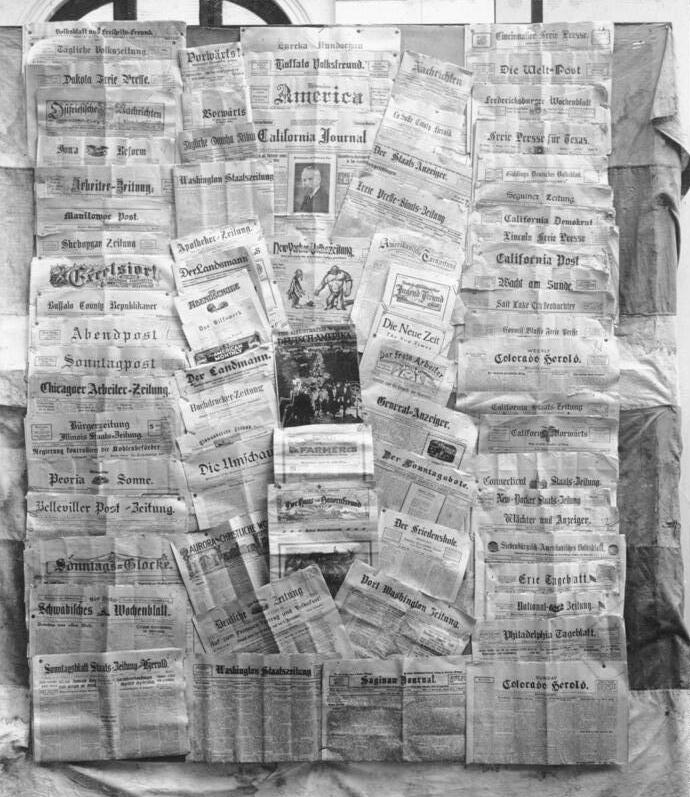
1922年美國的德語報紙

在美國，德語是北達科他州和南達科他州的第二大家庭用語（英語之後）。美國中西部很多城市是以德語命名。
1843年至1910年年間，共有500萬德意志人移民海外，當中大部分前往美國。20世紀早期德語一直是美國啤酒協會的工作語言，並且德語廣泛在教堂、學校和報紙出現，但是一戰期間，德語開始被壓制，隨後很多早於18、19世紀時期移居該地的德裔開始大批轉講英語。現存以下地方仍然存在少量德語人口：
- 賓夕凡尼亞州：阿米希人、胡特爾派以及其他門諾會使用胡特利特德语和賓夕法尼亞德語；
- 堪薩斯州：門諾會教徒及伏爾加德意志人；
- 北達科他州：胡特爾派、門諾會教徒、伏爾加德意志人、波罗的海德意志人；
- 南達科他州、蒙大拿州；
- 德薩斯州：德州德語；
- 以及威斯康辛州、印第安納州、俄勒岡州、奧克拉荷馬州、俄亥俄州有 72,570 德語人口。

德裔虔敬主義教徒在愛荷華州建立了阿馬納殖民地，該地居民仍在使用德語。
美國有衆多的德語方言：胡特利特德语和克恩頓州方言相似；德州德語主要在德薩斯州使用；阿馬納殖民地通行阿馬納德語，賓夕法尼亞德語是一種中西部德語，與普法爾茨德語相近，主要由賓夕凡尼亞州、俄亥俄州和印第安納州的阿米希人使用。胡特利特德语是一種奧地利-巴伐利亞語，主要由華盛頓州、蒙大拿州、北達科他州、南達科他州和明尼蘇達州的胡特爾派教徒使用，在加拿大的亞伯達省、沙斯卡寸旺省和緬尼托巴省亦有分佈。在社區長大的胡特爾派小童會比英語更早學德語，當中不少人會繼續就讀德語學校。